# Westland Wessex
Westland Wessex – brytyjski wielozadaniowy śmigłowiec wojskowy, będący produkowaną na licencji przez Westland Aircraft (później Westland Helicopters) odmianą śmigłowca Sikorsky S-58. Śmigłowiec produkowano w kilku wariantach, przeznaczonych m.in. do zwalczania okrętów podwodnych, transportu żołnierzy oraz zadań poszukiwawczo-ratunkowych. Następca śmigłowca Westland Whirlwind.
Pierwszy lot śmigłowca Wessex odbył się 20 czerwca 1958 roku, a w 1961 roku do Royal Navy trafiły pierwsze jego egzemplarze. Trzy lata później śmigłowce Wessex znalazły się również na wyposażeniu Royal Air Force. Poza Wielką Brytanią, śmigłowce służyły w Royal Australian Navy, a także siłach zbrojnych Brunei, Ghany, Iraku oraz Urugwaju.